# Sinfonia n. 17 (Haydn)
La Sinfonia n. 17 in Fa maggiore, Hoboken I/17, di Joseph Haydn fu composta tra il 1757 ed il 1763.
È stata composta per un'orchestra di 2 oboi, un fagotto, 2 corni, archi e basso continuo. È in tre movimenti:
1. Allegro, 3/4
2. Andante ma non troppo in Fa minore, 2/4
3. Allegro molto, 3/8